# Список українських спортсменів — переможців Європейських ігор
Українські спортсмени — переможці Європейських ігор — виключно ті українські спортсмени, що вигравали золоті медалі на найпрестижніших[джерело?] європейських спортивних змаганнях — Європейських іграх та мають безпосередній стосунок до України, зокрема власне представники України, громадяни України, що здобували золото, представляючи інші збірні до прийняття українського громадянства чи після того, як стали громадянами інших держав, уродженці України, що представляли інші національні команди на час перемоги на Європіаді, вихованці українського спорту, що народилися поза межами України та уродженці України, що представляли інші національні команди на час перемоги на Європейських іграх, а також етнічні українці та особи українського походження (українськими спортсменами їх можна вважати лише певною мірою, у дуже широкому значенні), що народилися поза межами України та представляли інші збірні.

## Види спорту, в яких перемагали українські спортсмени ставали переможцями Європейських ігор
Представники України та уродженці України ставали переможцями Європейських ігор у таких видах спорту як веслування на байдарках та каное, бокс (серед чоловіків), вільна боротьба та жіноча боротьба, боротьба дзюдо, а саме пара-дзюдо (з-поміж людей із вадами зору серед жінок), настільний теніс (серед чоловіків), волейбол (серед чоловіків), спортивна гімнастика (зокрема, командна першість та гімнастичне багатоборство, або абсолютна індивідуальна першість, індивідуальна першість на усіх видах снарядів — паралельні бруси та опорний стрибок — серед чоловіків), та художня гімнастика, стрільба з лука (серед чоловіків), плавання, фехтування (шабля — серед чоловіків та серед жінок).

## Перелік українських спортсменів— переможців Європейських ігор у складі збірної України
| Позиція | Прізвище та ім'я особи | Дата народження | Дата смерті | Місце народження                               | Роки участі в іграх | Вид спорту           | Дисципліни                                          | Регіон                               | Загальна кількість медалей | Кількість золотих медалей | Період виступів | Фото |
| ------- | ---------------------- | --------------- | ----------- | ---------------------------------------------- | ------------------- | -------------------- | --------------------------------------------------- | ------------------------------------ | -------------------------- | ------------------------- | --------------- | ---- |
| 1       | Олег Верняєв           | 29 вересня 1993 |             | Донецьк, Донецька область, Україна             | 2015                | Спортивна гімнастика | командна першість, багатоборство                    | м.Київ                               | 3                          | 2                         | 2015-           | mini |
| 2       | Георгій Іваницький     | 6 травня 1992   |             | Україна                                        | 2015                | стрільба з лука      | командна першість серед чоловіків, мікст            | Львівська область                    | 2                          | 1                         | 2015-           |      |
| 3       | Аліна Махиня           | 3 січня 1991    |             | Чита, Забайкальський край, Російська Федерація | 2015                | вільна боротьба      | вагова категорія до                                 | Донецька область,Хмельницька область | 1                          | 1                         | 2015-           |      |
| 4       | Маркіян Івашко         | 15 травня 1979  |             | Львів, Львівська область, Україна              | 2015                | стрільба з лука      | командна першість серед чоловіків                   | Львівська область                    | 1                          | 1                         | 2015-           |      |
| 5       | Віктор Рубан           | 24 травня 1981  |             | Харків, Харківська область, Україна            | 2015                | стрільба з лука      | командна першість серед чоловіків                   | Харківська область                   | 1                          | 1                         | 2015-           | mini |
| 6       | Андрій Хлопцов         | 10 грудня 1998  |             |                                                | 2015                | плавання             | батерфляй, 50м                                      | м.Київ                               | 2                          | 1                         | 2015-           |      |
| 7       | Андрій Ягодка          | 6 липня 1988    |             | Одеса, Одеська область, Україна                | 2015                | фехтування           | шабля, індивідуальна першість                       | Одеська область                      | 1                          | 1                         | 2015-           |      |
| 8       | Інна Черняк            | 26 березня 1988 |             | Запоріжжя, Запорізька область, Україна         | 2015                | пара-дзюдо           | вагова категорія до 57 кг серед людей з вадами зору | Львівська область                    | 1                          | 1                         | 2015-           |      |
| 9       | Ольга Харлан           | 4 вересня 1990  |             | Миколаїв, Миколаївська область, Україна        | 2015                | фехтування           | шабля, командна першість серед жінок                | Миколаївська область                 | 1                          | 1                         | 2015-           |      |
| 10      | Ольга Жовнір           | 8 червня 1989   |             | Нетішин, Хмельницька область, Україна          | 2015                | фехтування           | шабля, командна першість серед жінок                | Хмельницька область, М. Київ         | 1                          | 1                         | 2015-           |      |
| 11      | Олена Кравацька        | 22 червня 1992  |             |                                                | 2015                | фехтування           | шабля, командна першість серед жінок                | Одеська область                      | 1                          | 1                         | 2015-           |      |
| 12      | Аліна Комащук          | 24 квітня 1993  |             | Нетішин, Хмельницька область, Україна          | 2015                | фехтування           | шабля, командна першість серед жінок                | Хмельницька область                  | 1                          | 1                         | 2015-           |      |

## Перелік українських спортсменів— переможців Європейських ігор у складі іноземних держав
Таблиця 2. Українські спортсмени — переможці Європейських ігор у складі збірних команд іноземних держав
| Позиція | Прізвище та ім'я особи | Дата народження | Дата смерті | Місце народження                       | Роки участі в іграх | Країна, яку представляв | Вид спорту           | Дисципліни                                                                                | Загальна кількість медалей | Кількість золотих медалей | Період виступів | Фото спортсмена! |
| ------- | ---------------------- | --------------- | ----------- | -------------------------------------- | ------------------- | ----------------------- | -------------------- | ----------------------------------------------------------------------------------------- | -------------------------- | ------------------------- | --------------- | ---------------- |
| 1       | Олег Степко            | 23 березня 1994 |             | Запоріжжя, Запорізька область, Україна | 2015                | Азербайджан             | Спортивна гімнастика | Командна першість серед чоловіків, паралельні бруса, багатоборство, кінь, опорний стрибок | 5                          | 1                         | 2015-           |                  |
| 2       | Микола Куксенков       | 2 червня 1989   |             | Київ, Україна                          | 2015                | Російська Федерація     | Спортивна гімнастика | Командна першість серед чоловіків                                                         | 1                          | 1                         | 2015-           |                  |
| 3       | Марія Стадник          | 3 червня 1988   |             | Львів, Львівська область, Україна      | 2015                | Азербайджан             | вільна боротьба      |                                                                                           | 1                          | 1                         | 2015-           |                  |
| 4       | Дмитро Овчаров         | 2 вересня 1988  |             | Київ, Україна                          | 2015                | Німеччина               | настільний теніс     | Індивідуальна першість                                                                    | 1                          | 1                         | 2015-           |                  |
| 5       | Ірина Зарецька         | 4 березня 1996  |             | Черновидська, Україна                  | 2015                | Азербайджан             | вільна боротьба      |                                                                                           | 1                          | 1                         | 2015-           |                  |
| 6       | Денис Каліберда        | 24 червня 1990  |             | Полтава,Полтавська область, Україна    | 2015                | Німеччина               | волейбол             | Командна першість серед чоловіків                                                         | 1                          | 1                         | 2015-           |                  |